# Oppidum Momberg bei Gronig
Das Oppidum Momberg war eine antike keltische Befestigungsanlage (Ringwall) auf dem Momberg bei Gronig im Saarland.

## Geschichte
Auf dem Momberg stand zur Keltenzeit eine Fliehburg, umschlossen von einem Ringwall. Diese war etwa vier Hektar groß und wurde im fünften Jahrhundert vor Christus erbaut. Die Wälle, die teilweise noch zu sehen sind, wurden in der Murus-Duplex-Technik erbaut. Die Holzpfosten wurden im Abstand von zwei Metern eingeschlagen und zusätzlich rückwärtig verankert. Vorder- und Rückseite bestanden aus Felsbrocken. Hohlräume wurden mit Steinen aufgefüllt. Das Füllmaterial wurde aus den auch heute noch vorhandenen Gräben gewonnen.
Strategisch bot die Fliehburg eine Sicht auf den Fuchshügel, einem Keltengrab zwischen Selbach und Theley. Außerdem existierten Verbindungen zu weiteren keltischen Orten.
Erstmals erwähnt wurde der Wall in den Weistümern 1486–1585 als „llerhöchst Heyden Schantz“. Er hieß zunächst „Heydendell“, dann „Auf´m Ring“ oder „Hünenwall“, im Zweibrücker Raum auch „Hommerich“.
1963/1964 wurden durch Reinhard Schindler Grabungen durchgeführt-. Dabei wurde die Toranlage ausgegraben sowie einige Kleinfunde sichergestellt.

## Topografie
Der Momberg ist Teil des Hunsrückvorlandes und hat zwei Bergkuppen: eine nördliche im Pfaffenwald (499,4 Meter) und eine südliche im Dillingerwald (490,9 Meter). Er bildet mit dem Losenberg die Wasserscheide von Blies und Nahe. Der Ringwall befand sich auf der südlichen Kuppe.

## Denkmalbeschreibung
Die noch sichtbaren Reste einer Wallbefestigung sind in der Basis noch 12 m breit und bis zu 3 m hoch.